# Alos (Tarn)
Alos – miejscowość i gmina we Francji, w regionie Oksytania, w departamencie Tarn.
Według danych na rok 1990 gminę zamieszkiwały 123 osoby, a gęstość zaludnienia wynosiła 19 osób/km² (wśród 3020 gmin regionu Midi-Pireneje Alos plasuje się na 940. miejscu pod względem liczby ludności, natomiast pod względem powierzchni na miejscu 1369.).